# Per Holmberg
Per „Peppe“ Holmberg (* 29. April 1959) ist ein schwedischer ehemaliger Fußballspieler. Der Defensivspieler gewann 1989 mit Viking Stavanger den norwegischen Landespokal.

## Werdegang
Holmberg begann mit dem Fußballspielen bei Farsta AIK. Im Alter von 19 Jahren wechselte er 1979 zum Hammarby IF in die Allsvenskan, kam aber erst in der Spielzeit 1980 zu seinem Erstligadebüt. An der Seite von Björn Hedenström, Sten-Ove Ramberg, Thom Åhlund, Kenneth Ohlsson und Thomas Dennerby avancierte er in der folgenden Spielzeit zur Stammkraft in der Defensive des Stockholmer Klubs. Hatte er mit der Mannschaft in den Vorjahren lediglich Plätze im mittleren Tabellenbereich belegt, zog sie unter dem zu Jahresbeginn neu verpflichteten Trainer Bengt Persson als Tabellenzweiter hinter dem UEFA-Pokal-Sieger IFK Göteborg in die Meisterschaftsendrunde ein. Dort erreichte sie nach Erfolgen über Örgryte IS und IF Elfsborg die Endspiele gegen Spitzenreiter der regulären Spielzeit. Jonnie Efraimsson und Peter Gerhardsson führten als Torschützen den Klub zu einem 2:1-Auswärtssieg im Hinspiel, trotz eines Treffers von Ulf Eriksson im Rückspiel ging nach einer 1:3-Heimniederlage der Titel an die von Gunder Bengtsson betreute Elf aus Göteborg.
Im Sommer des folgenden Jahres erreichte Holmberg mit der Mannschaft das Endspiel um den schwedischen Landespokal. Erneut hieß der Gegner IFK Göteborg, der sich durch ein Tor von Dan Corneliusson mit einem 1:0-Sieg nach Verlängerung auch diesen Titel holte. Damit war jedoch Hammarby IF für den Europapokal der Pokalsieger 1983/84 qualifiziert. In der ersten Runde gegen KS 17. Nëntori Tirana erfolgreich, schied die Mannschaft gegen den finnischen Vertreter Valkeakosken Haka trotz eines Tores von Holmberg nach Verlängerung aus. In den folgenden Jahren konnte der Klub die Erfolge nicht wiederholen und platzierte sich erneut regelmäßig im mittleren Tabellenbereich. Im Herbst 1985 machte Holmberg Schlagzeilen, als der Defensivspieler im Europapokal gegen den 1. FC Köln als zweifacher Torschütze glänzte, in Summe war die Mannschaft jedoch dem deutschen Klub unterlegen und schied aus dem Wettbewerb aus. Nach Ende der Spielzeit 1987 verließ er den Verein und wechselte nach Norwegen.
Neuer Klub Holmbergs wurde Anfang 1988 der Viking Stavanger, mit dem er am Ende der Spielzeit in die Erstklassigkeit aufstieg. Im folgenden Jahr zog er mit der Mannschaft ins Endspiel um den Landespokal, in dem sie auf Molde FK traf. Nachdem Alf Kåre Tveit den Verein in der ersten Halbzeit in Führung geschossen hatte, erhöhte Holmberg zur zwischenzeitlichen 2:0-Führung, durch Øystein Neerland und Petter Belsvik kurz vor Schlusspfiff gelang dem Kontrahenten jedoch der Ausgleich. Im Wiederholungsspiel waren Jan Fjetland und erneut Alf Kåre Tveit die Torschützen, die trotz Geir Sperres Ehrentreffer für Molde FK Holmbergs Klub zum Titelgewinn schossen. Später kehrte er nach Schweden zurück und lief noch für Vasalunds IF und Huddinge IF im unterklassigen Ligabereich auf.
Gemeinsam mit dem ehemaligen Mitspieler Kenneth Ohlsson war er in den 2000er Jahren für die Nachwuchsarbeit seines ehemaligen Klubs Hammarby IF zuständig.
| Personendaten    | Personendaten               |
| ---------------- | --------------------------- |
| NAME             | Holmberg, Per               |
| ALTERNATIVNAMEN  | Holmberg, Peppe (Spitzname) |
| KURZBESCHREIBUNG | schwedischer Fußballspieler |
| GEBURTSDATUM     | 29. April 1959              |